# 2004-es magyarországi népszavazás
2004. december 5-én Magyarországon két kérdésben tartottak országos ügydöntő népszavazást. A népszavazást eredetileg csak a kórházak privatizációjával kapcsolatban, a Munkáspárt kezdeményezésére írták ki. A Magyarok Világszövetsége (MVSZ) aláírásgyűjtésének sikeres lezárulása után ehhez még egy, a magukat magyar nemzetiségűnek valló, nem Magyarországon élő, nem magyar állampolgárok kedvezményes honosítását lehetővé tévő törvény megalkotását elrendelő kérdés társult.
Mádl Ferenc 2004. december 5-re írta ki a két kérdésben az ügydöntő népszavazást, amelynek eredménye az Országgyűlés számára kötelező érvényű lett volna. A szavazás élénk közéleti polémiát váltott ki, társadalmi és szakmai szervezetek sokasága kapcsolódott be a választási küzdelembe. A népszavazás azonban mindkét kérdésben eredménytelen volt az alacsony részvétel miatt. Az eredménytelenül végződött voksolás az egészségügyben nem járt következményekkel, a magyar politika és a határon túl élő magyarság kapcsolatát azonban hosszú távon megterhelte.

## Népszavazás a kórházak privatizációjáról

### Háttér
Az 1990-es években egyre nagyobb terhet jelentett a magyar állam számára az egészségügyi ellátás finanszírozása. Az adóbevételek mind nagyobb hányadát kellett a rendszer üzemeltetésére fordítani, miközben az ellátás színvonala és az infrastruktúra egyre romló állapota miatt is növekedett az elégedetlenség.
 A '90-es évek második felétől a kormányok a csapdahelyzetből kivezető lehetőségként kezelték a magántőke kórházak üzemeltetésébe való bevonását. Az első kórházak privatizációjára lehetőséget adó törvényt 2001-ben fogadta el az Országgyűlés. Az Alkotmánybíróság ezt a törvényt 2002-ben hatályon kívül helyezte. Az alkotmánybírósági döntés után a kormányzat lehetőséget látott a privatizációra, ez azonban kiváltotta az állam további szerepvállalását szükségesnek tartók ellenállását. Medgyessy Péter kormánya 2003-ban olyan törvényt nyújtott be az Országgyűlésnek, amely lehetővé tette volna meghatározott feltételek mellett a magántőke kisebbségi tulajdonosként való bevonását az egészségügy üzemeltetésébe. Az egészségügyi rendszer privatizációja körül kibontakozó társadalmi vita nyomán a Munkáspárt 2003 őszén ügydöntő népszavazást kezdeményezett az ügyben. 2003. december 15-én az Alkotmánybíróság megsemmisítette ugyan a privatizációt lehetővé tevő törvényt, de a Munkáspárt folytatta az aláírásgyűjtést. A leadott aláírásokat az Országos Választási Bizottság (OVB) hitelesítette. Az Országgyűlés 2004. május 17-i ülésén elrendelte a népszavazás kiírását. A kormányzó MSZP és SZDSZ is az alkotmánybírósághoz fordult a referendum megakadályozása érdekében. A nyári szabadságolások miatt az Alkotmánybíróság csak szeptember 28-án hagyta jóvá a parlament korábbi határozatát. Mádl Ferenc köztársasági elnök október 13-án 2004. december 5-ére tűzte ki a kórházak privatizációja elleni népszavazást. A jóváhagyott kérdés a következő volt:
- Egyetért-e Ön azzal, hogy az egészségügyi közszolgáltató intézmények, kórházak maradjanak állami, önkormányzati tulajdonban, ezért az Országgyűlés semmisítse meg az ezzel ellentétes törvényt?

### Kampány
A parlamenti pártok egymástól igen eltérően viszonyultak a kórházak magánosításának lehetőségéhez. A kórházprivatizáció ügye a népszavazás kampányának végén kissé háttérbe szorult, a politikai küzdelem elsősorban a kettős állampolgárság kérdése körül zajlott. A korábbi népszavazási kampányokkal ellentétben igen heves politikai küzdelem alakult ki, melybe főként a parlamentet domináló két legnagyobb párt (a Fidesz és az MSZP) vetette bele magát, míg a többi szereplő véleménye háttérbe szorult.
A Fidesz a kampány kezdetén saját – a privatizációt az élet minden területén leállító – népszavazási kezdeményezését helyezte előtérbe. A jobboldali párt többször is értetlenségét fejezte ki amiatt, hogy a kormány az Európai Unió más tagállamainak gyakorlatával ellentétben a magánosításban látja a megoldást. A Fidesz hamarosan feladta saját népszavazási kezdeményezését és síkra szállt a kórházak magánosítása ellenében. Orbán Viktor újságírók előtt kijelentette, hogy a kormányzat nem a rendszer javításának szándékával, hanem önérdekből törekszik a kórházak privatizációjára. A Fidesz kampányának fő üzenete az volt, hogy az egészségvédelem oly' fontos társadalmi ügy, hogy mindenképpen meg kell védeni az azt döntően piaci alapon kiaknázni akaró profitorientált szolgáltatóktól. Erre utalt a párt népszavazási jelmondata is: Az egészség nem üzlet!
A Magyar Demokrata Fórum eleinte igyekezett elzárkózni a privatizáció körül zajló kampányharctól. Állásfoglalásuk szerint értelmetlen és pazarló dolog egy nem létező törvény megsemmisítéséről népszavazást tartani. A kampány második időszakában a Fidesszel szembehelyezkedve a privatizáció pártját fogták és nem szavazat leadására hívtak fel, ugyanakkor az állam felelősségét is hangsúlyozták. A párt fellépése azonban nem volt egységes, egyes alapszervezetek a Fidesszel közös álláspont elfogadását sürgették.
Az MSZP kezdeti hezitálását Gyurcsány Ferenc november 2-án a parlamentben elmondott beszéde törte meg. Ekkor a kormányfő kiállt a magánosítás lehetősége mellett és a nem szavazat leadására hívta fel a képviselőket. A kormányzat tartva az igenek esetleges többségétől ún. tájékoztató kampányba kezdett, amelyben azt kísérelték meg tudatosítani, hogy a privatizáció leállítása igen sok pénzébe kerül majd az országnak. Az MSZP a kampány során rendszeresen utalt arra, hogy Orbán Viktor kormányzása idején támogatóan nyilatkozott a kórházak privatizációjáról, illetve hogy a Fidesz az önmagát kommunistának deklaráló Munkáspárt stratégiai szövetségese lett. Az MSZP véleménye szerint az ingyenes egészségügyi ellátás az alkotmányban rögzített alapjog, amelyet nem csorbíthat az, ha magáncégek veszik át kórházak üzemeltetését. Az igenek győzelme az MSZP szerint ezt a lehetőséget is veszélyezteti. A baloldali párt az „A felelős döntés!” című kiadványában gyűjtötte össze érveit. A szavazás előtti csütörtökön Gyurcsány Ferenc a televízió Napkelte című műsorában szociális demagógiával és a konzervativizmus modernista hagyományainak feladásával vádolta a Fideszt.
Az SZDSZ a Fidesszel ellentétben az egészségügy számára egyetlen járható útként mutatta be a magántőke bevonását. Az SZDSZ demagógiával és tévhitek terjesztésével vádolta a Fideszt, míg a privatizáció pozitív hatásait bemutatva igyekezett a nem mellett korteskedni.

### Eredmények
A részvétel országos szinten 37,49%-ot ért el, ami alatta maradt az előzetes várakozásoknak, melyek 45-50%-os várható részvétellel kalkuláltak a népszavazás előtti héten. A részt vevők száma csak Budapesten közelítette meg az 50%-ot, a dunántúli megyékben 37%, míg a keleti megyékben 30% körüli volt a részvétel.
A közvélemény-kutatások az igen válaszok várható győzelmét is túlbecsülték, hiszen a kutatók szerint a lakosság 73%-a ellenezte a kórházprivatizációt.

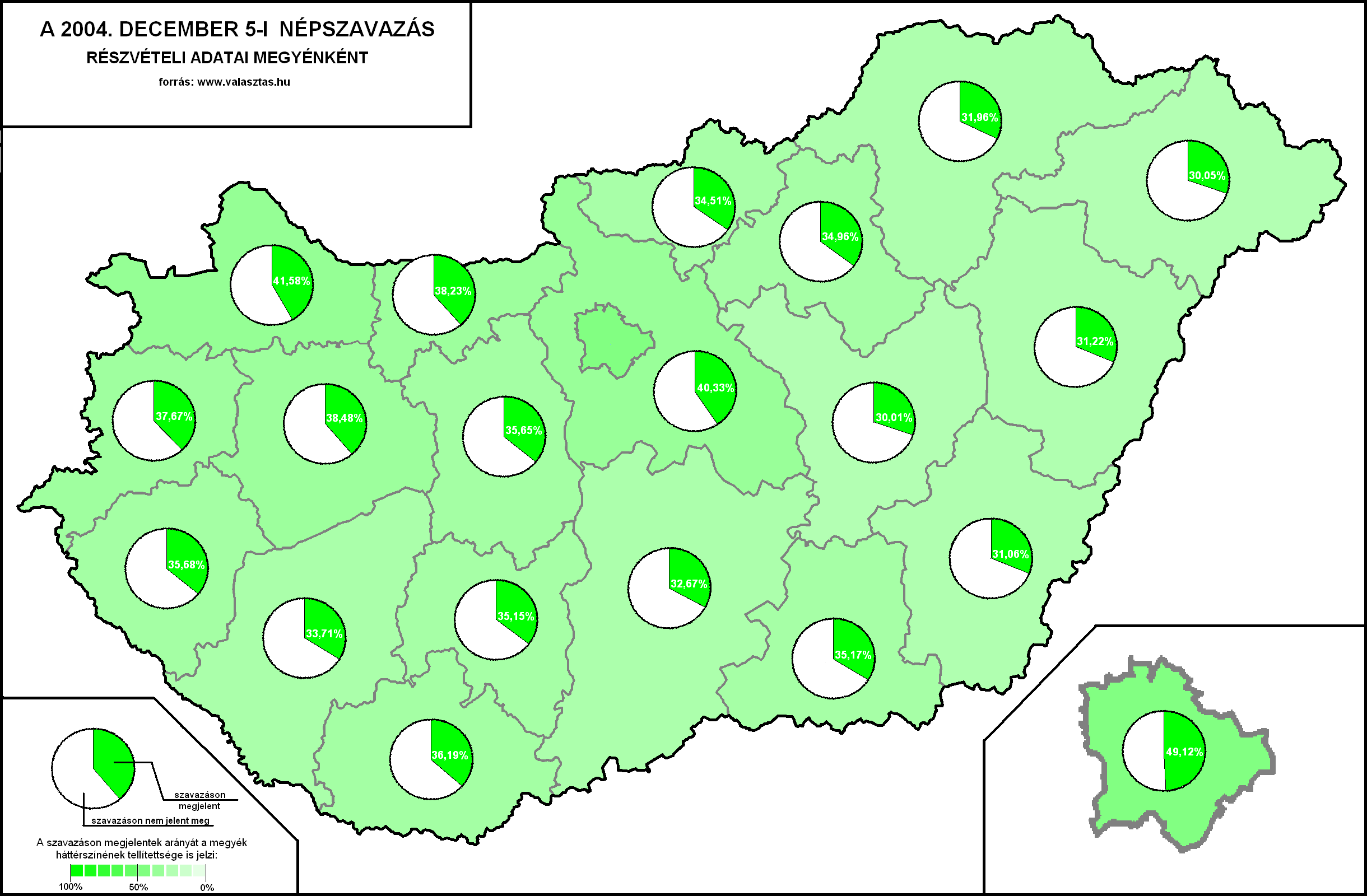
A szavazás részvételi adatai térképen

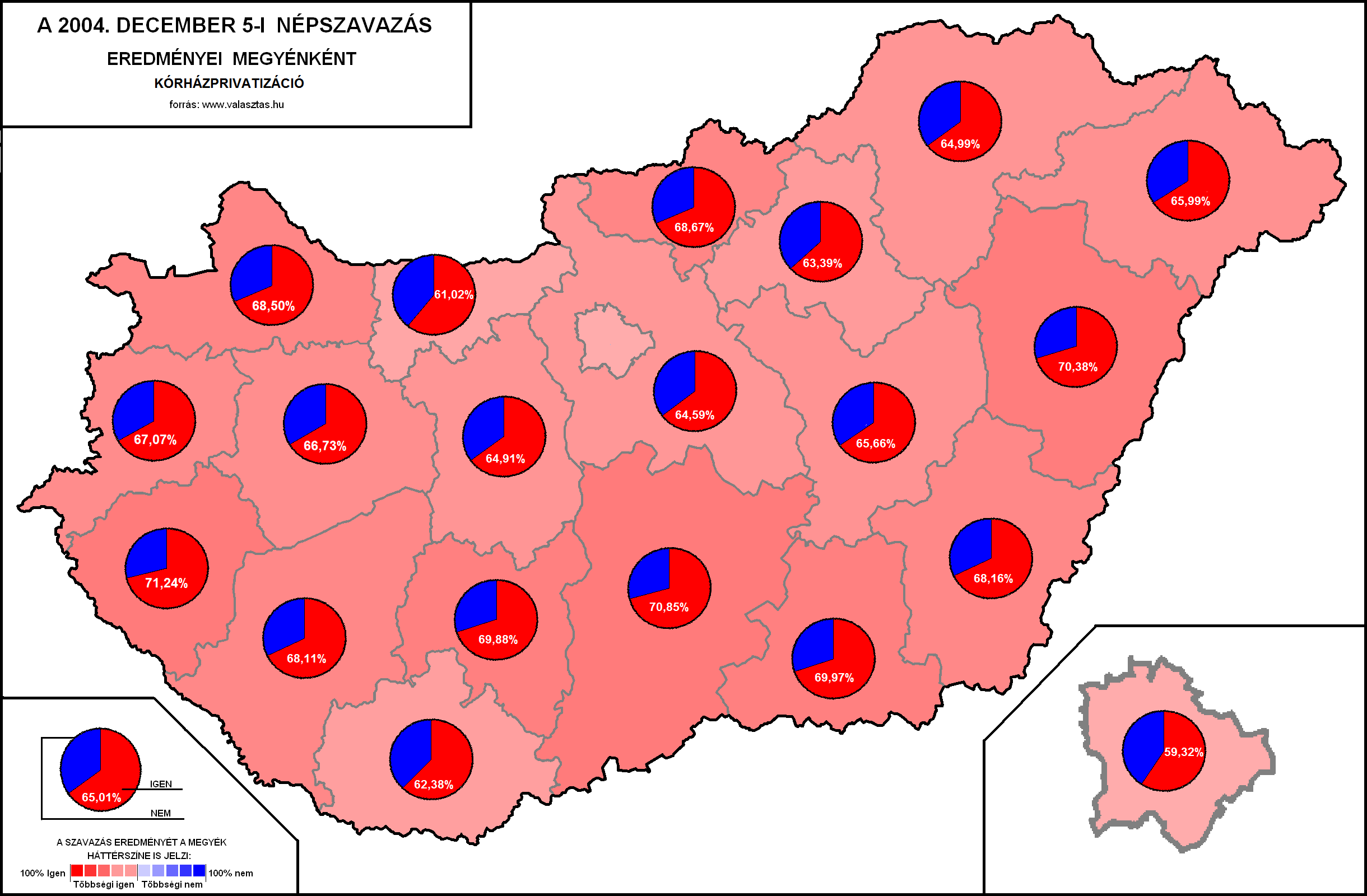
A kórházprivatizációra vonatkozó kérdés eredményei megyénként

| A kórházprivatizációs törvény visszavonásáról szóló népszavazás eredménye (2004. december 5.) |              |                       |
| A szavazásra jogosultak száma                                                                 | 8 048 739 fő | 100%                  |
| A megjelentek száma                                                                           | 3 017 739 fő | 37,49%                |
| - Ebből érvénytelen szavazat                                                                  | 53 697       | a megjelentek 1,78%-a |
| - Ebből érvényes szavazat                                                                     |              |                       |
| Válaszok                                                                                      | száma        | százalék              |
| Igen                                                                                          | 1 922 680    | 65,01                 |
| Nem                                                                                           | 1 034 640    | 34,99                 |
| Összesen                                                                                      | 2 957 320    | 100                   |

### Politikai következmények
A népszavazáson a kórházprivatizáció ügye egyértelmű vereséget szenvedett. Közvélemény-kutatások kimutatták, hogy a magánosítás ügyét még az MSZP-vel rokonszenvezők fele sem támogatta, ugyanakkor a Fidesz táborában is jelentős súlyt képviseltek azok, akik a privatizáció lehetősége mellett foglaltak állást. Ilyen feltételek mellett – tekintettel közelgő 2006-os országgyűlési választásokra – a pártok nem vállalták, hogy napirenden tartsák a szavazótáboraikat megosztó és rövid távon nem rendezhető kérdést. A kórházprivatizáció lehetősége a szavazás utáni két hónapban fokozatosan kiszorult a közéletet tematizáló kérdések közül. Az Országgyűlés nem hozott határozatot a már nem létező törvény megsemmisítésére.

## Népszavazás a kettős állampolgárságról

### Háttér
2001-ben az első Orbán-kormány idején a parlament elfogadta a státustörvényt, aminek célja a határon túl élő magyarok szociális helyzetének javítása volt az ún. magyarigazolvány bevezetésével. Az Orbán-kormány ekkor még az európai normákkal ellentétesnek, ezért elvetendőnek tartotta a kettős állampolgárság megadását a határon túli magyarok számára.
2003 nyarán az MDF kísérelt meg elfogadni egy kedvezményes honosítási törvényt, ám a párt próbálkozása többszöri alkalommal sem járt sikerrel. Az MVSZ vezetése 2003. augusztus 13-án úgy döntött, hogy népszavazást kezdeményeznek a nem magyar állampolgárságú magyarok kedvezményes honosításáról. A kezdeményezést alig egy hónappal később az OVB formai hibák miatt elutasította. A formai hibák javítása után, szeptember 18-án az OVB már zöld utat adott a kezdeményezésnek. Az aláírások összegyűjtése 2004 májusában és júniusában zajlott. 2004. július 2-án az MVSZ képviselői 321 ezer aláírást adtak át az OVB-nek, ezek közül az ellenőrzés 274 000-et hitelesnek talált. Szeptember 13-án az Országgyűlés országos népszavazást rendelt el az MVSZ kezdeményezése nyomán, Mádl Ferenc október 24-én a kórházprivatizációs szavazással egy napra, 2004. december 5-ére tűzte ki a referendumot.
A népszavazás kezdeményezőinek véleménye szerint az IGEN válasz győzelme esetén az Országgyűlésnek a kedvezményes honosítás egy új esetéről kellett volna törvényt alkotnia. Ebben az esetben a magát magyar nemzetiségűnek valló, külhoni, magyarigazolvánnyal rendelkező személy (vagy akit a létrehozandó törvény magyarnak mond) kérelemre magyar állampolgárságot kaphatott volna.
A népszavazás kérdése a következő volt:
Akarja-e, hogy az Országgyűlés törvényt alkosson arról, hogy kedvezményes honosítással – kérelmére – magyar állampolgárságot kapjon az a magát magyar nemzetiségűnek valló, nem Magyarországon lakó, nem magyar állampolgár, aki magyar nemzetiségét a 2001. évi LXII. törvény 19. paragrafusa szerinti magyarigazolvánnyal vagy a megalkotandó törvényben meghatározott egyéb módon igazolja?

### Kampány
A külhoni magyarokat érintő népszavazási kérdés a kórház-privatizáció ügyénél jóval nagyobb és sokszor indulatokkal telített vitát váltott ki Magyarországon és a szomszédos országok magyarságában egyaránt.
A kettős állampolgárság ötletét támogató szervezetek közül vitathatatlanul a Fidesz képviselte a legnagyobb súlyt. Orbán Viktor már 2004. szeptember 12-én Szabadkán, a helyi magyarokkal tartott találkozón támogatásáról biztosította a kettős állampolgárság megadásának ügyét, majd a Fidesz sajtóközleményben is üdvözölte a népszavazás kiírását. A határon túli magyarsággal fenntartott jó kapcsolatára az egész kampány során nagy hangsúlyt helyezett a párt. A fideszes politikusok számos találkozót bonyolítottak le a kisebbségi magyarság képviselőivel. Az állampolgárság megadását a trianoni békeszerződés által szétszakított magyar nemzet újraegyesítésének egyik módjaként mutatták be. Míg a kórházak ügyében a párt az észre, addig a kettős állampolgárság ügyében a szívre és a nemzeti összetartozás fontosságára hivatkozva buzdított igen szavazatok leadására. A Fidesz kampányának csúcspontja a 2004. november 27-én a budapesti Városligetben megtartott Összetartozás Napja rendezvény volt, ahol Orbán Viktor a magyarság szempontjából sorsdöntő jelentőségű eseményként vázolta fel a népszavazást.
A szintén ellenzéki MDF már 2004 nyarán támogatásáról biztosította a kettős állampolgárság intézményét. A kisebbik konzervatív párt azonban nem az MVSZ által kezdeményezett népszavazást, hanem saját aláírásgyűjtését helyezte előtérbe, ami ingerült nyilatkozatháborút eredményezett a párt és a világszervezet között. Az MDF igen válaszokat támogató felhívásai rendre háttérbe szorultak a nagy parlamenti pártok intenzív kampányküzdelme mellett. A Demokrata Fórum a kampánya a nemzeti összetartozásra fókuszált.
A Magyar Szocialista Párt a 2002-es kormányváltást követően konfliktuskerülő magatartást igyekezett követni a kettős állampolgárság ügyében. A baloldali párt hangsúlyozta elvi egyetértését, ugyanakkor hozzátette, a szomszédos államok EU-tagsága megoldást jelent majd a külhoni magyarok többsége számára is, míg egy egyoldalú lépés csak rontaná a viszonyt Magyarország és szomszédai között. A párt e szellemben rendre tartózkodott az MDF korábban benyújtott törvénytervezetinek szavazásakor, a népszavazás kiírásakor pedig hezitáló álláspontot foglalt el. Gyurcsány Ferenc miniszterelnök 2004. november 2-án már nyíltan elutasította a népszavazáson az igen válaszok támogatását és a valódi problémák elkendőzésével, szavazatmaximálással vádolta meg a Fideszt. A kampány során az MSZP rendre kiszámíthatatlan hatással járó felelőtlen próbálkozásként kezelte az MVSZ népszavazását és nem szavazat leadására hívott fel. Szili Katalin, az Országgyűlés szocialista elnöke „lelkiismereti szavazást” javasolt a baloldali szavazóknak.
A Szabad Demokraták Szövetsége határozottan és nyíltan foglalt állást a kettős állampolgárság megadásával szemben. Fodor Gábor az SZDSZ novemberi tanácskozásán óvott a nemzetállami eszme erősítésétől és nem szavazatra biztatta a párt tagságát. Az SZDSZ hangsúlyozta annak veszélyét, hogy a határon túli magyarok nem adózó, de jogaival élő tömegként jelennek majd meg, ezzel túlterhelve a magyar államháztartást. Kuncze Gábor a szocialistákhoz hasonlóan felelőtlen és a magyarok közé éket verő eseményként nyilatkozott a népszavazásról.
A kettős állampolgárság megadásáról szóló népszavazás kampányának intenzitása messze felülmúlta az addigi referendumok kampányait. A küzdelemben rendre megjelentek a határon túli magyarok szervezetei. Számtalan, a nemzeti eszméket felvállaló civilszervezet és magánszemély mozdult meg és nyilvánított véleményt, többségük igen válaszra buzdította a szavazókat. Önálló társadalmi szervezetként kampányolt a Magyarok Világszövetsége. A nem parlamenti pártok közül a MIÉP folytatott intenzív kampányt, míg a Jobbiknak ez a népszavazás volt az első önálló választási színre lépése. Szintén eltér a korábbi népszavazásoktól az egyházak határozott állásfoglalása.

### Eredmények
A népszavazás eredménytelenül zárult, mert sem az igen, sem a nem szavazatok aránya nem érte el az eredményességhez szükséges 25%-ot.

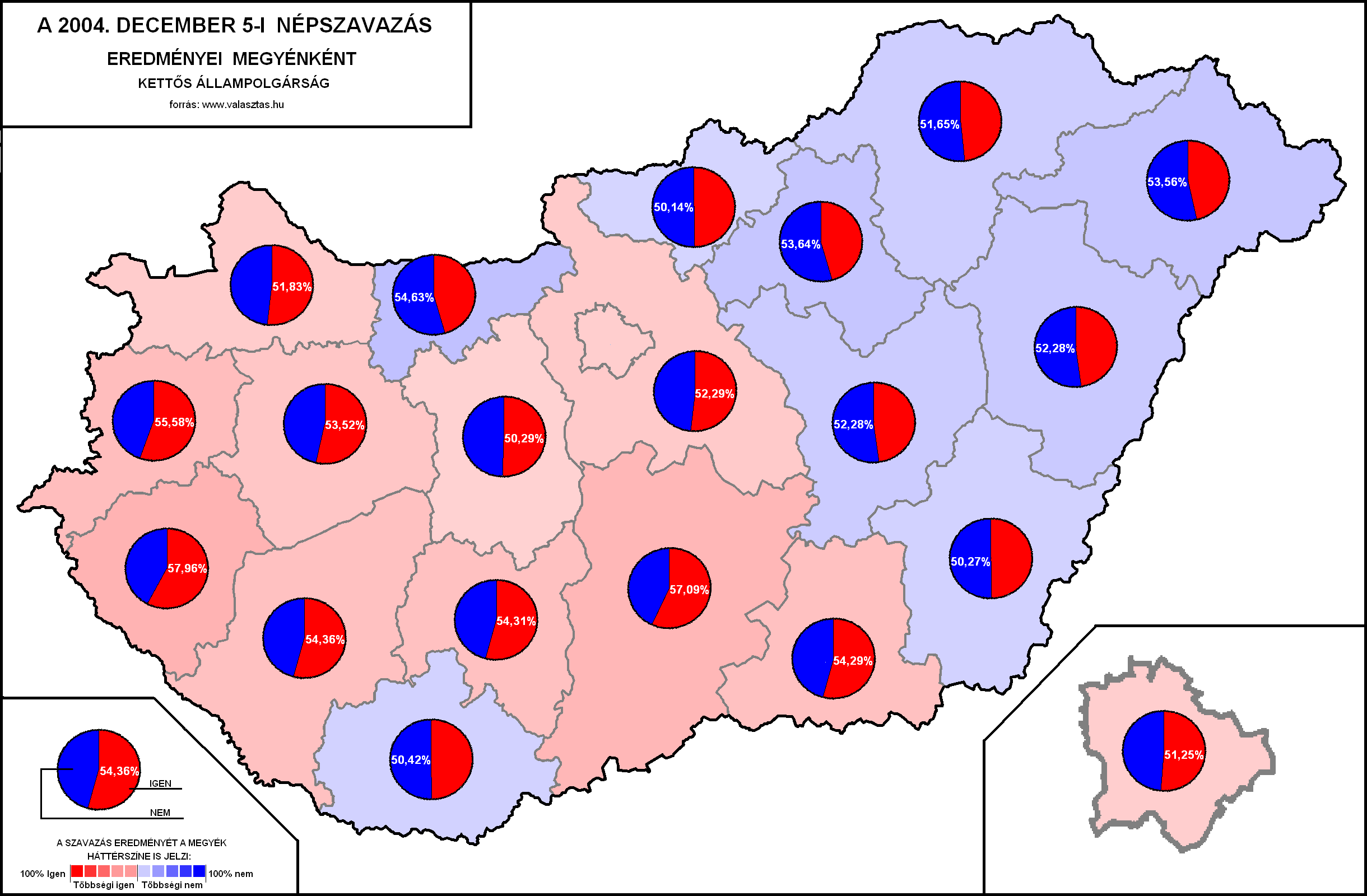
A 2004. december 5-i népszavazás kettős állampolgárságra vonatkozó eredményei megyénként – rózsaszín: az igen szavazatok aránya nagyobb, kék: a nem szavazatok aránya nagyobb

| Kettős állampolgárságról szóló népszavazás eredményei (2004. december 5.) |              |                       |
| A szavazásra jogosultak száma                                             | 8 048 739 fő | 100%                  |
| A megjelentek száma                                                       | 3 017 739 fő | 37,49%                |
| - Ebből érvénytelen szavazat                                              | 61 168       | a megjelentek 2,03%-a |
| - Ebből érvényes szavazat                                                 |              |                       |
| Válaszok                                                                  | száma        | százalék              |
| Igen                                                                      | 1 521 271    | 51,57                 |
| Nem                                                                       | 1 428 578    | 48,43                 |
| Összesen                                                                  | 2 949 849    | 100                   |

### Politikai következmények

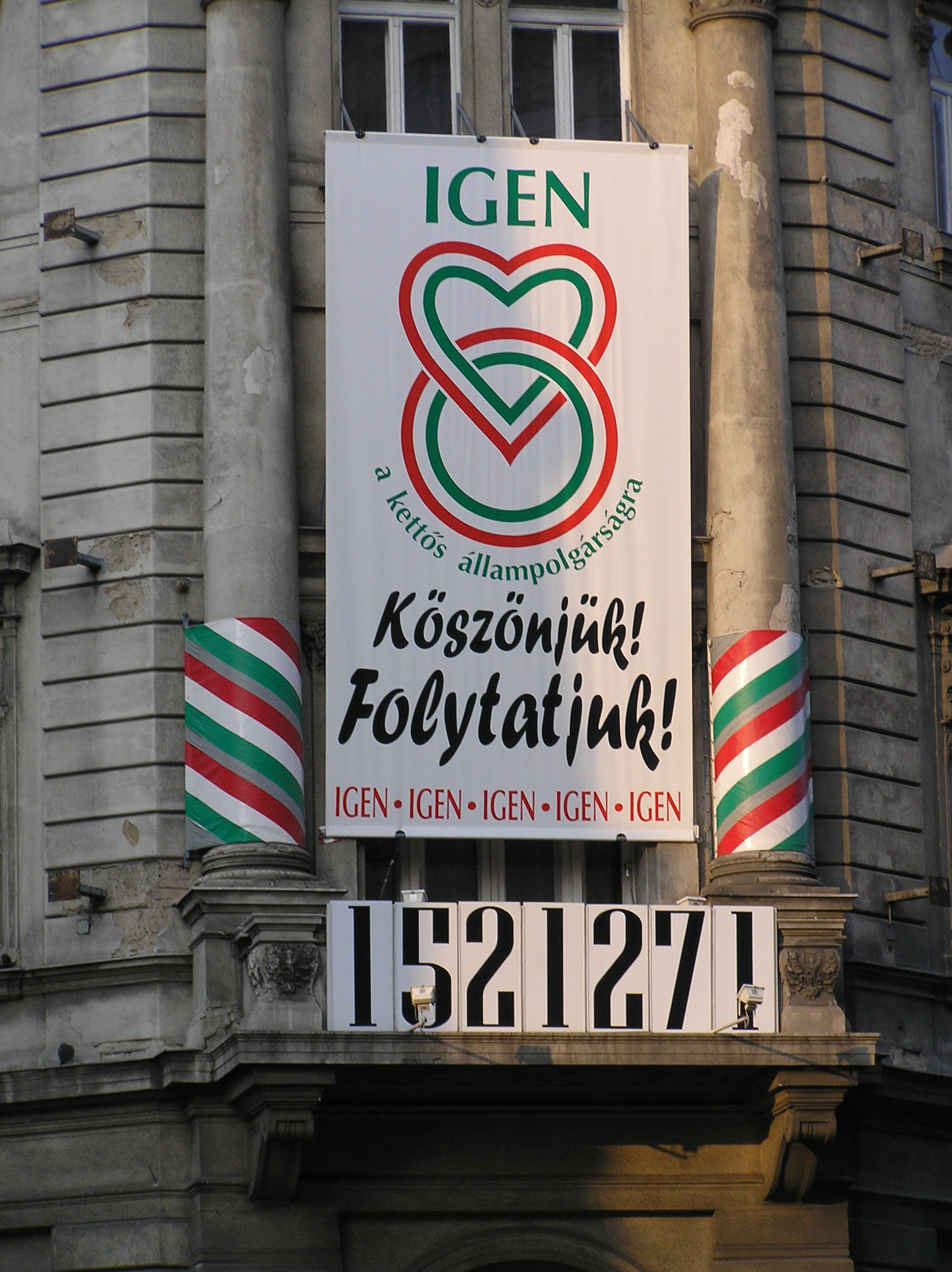
A kettős állampolgárságról szóló népszavazáson IGEN-nel szavazóknak köszönetet mondó plakát az MVSZ székházán (2005. március)

A népszavazás eredményét az egyes politikai pártok saját érdekeiknek megfelelően, eltérően magyarázták. Néhány hét múlva Patrubány Miklós bejelentette, hogy az MVSZ újabb népszavazást kezdeményez az ügyben, ám a tervet a parlamenti pártok élesen elutasították. A népszavazás elkeseredett reakciókat váltott ki a határon túli magyarság képviselőiből, akik egyszerre hibáztatták a kérdést elhamarkodva eldönteni akaró magyarországi ellenzéket és az állampolgárság megadásától elhatárolódó kormányzatot. A csalódottság még a népszavazás után is a kormánypárti politikusokkal szembeni reakciókat eredményezett szerte a Kárpát-medencében. A nemzeti érzésekre apelláló jobboldal súlyos vereségeként értékelte a történteket a külföldi sajtó, hiszen az alacsony részvétel a témai iránti közönyösséget, a nemek magas aránya pedig a nemzeti felfogással való szembefordulást jelentette.
A kettős állampolgárság kérdésben nem került újabb törvényjavaslat az Országgyűlés elé, a kérdés azonban még sokáig jelen volt a közéletben. A Magyarok Világszövetsége 2007. március 5-én második alkalommal kezdeményezett országos ügydöntő népszavazást a külhoni magyarok magyar állampolgárságának visszaadásáért. Az Országos Választási Bizottság még abban a hónapban megvizsgálta és egyhangú szavazattal jóváhagyta a kezdeményezést. A döntést azonban egy magánember megfellebbezte, ezért az ügy az Alkotmánybíróság elé került. A testület azóta sem bírálta el a beadványt.
2010-ben az országgyűlési választások után felálló második Orbán-kormány vezetésével a parlamenti képviselők elsöprő többsége mellett megszavazta a kettős állampolgárság megkönnyítéséről szóló törvényt.
2013. január 16-án Kolozsvárt Mesterházy Attila, az MSZP elnöke elnézést kért a határon túli magyaroktól, amiért pártja 2004-ben a kedvezményes honosítás lehetőségének megtagadása érdekében kampányolt.
Ezzel kárt okoztunk akkor a magyar-magyar kapcsolatoknak, és olyan érzelmeket keltettünk a határon túli magyarságban, amelyek joggal sértették őket. Téves politikai döntés volt, ezért elnézést kérünk mindazoktól, akiket ezzel megsértettünk.

## Lásd még
- Kettős állampolgárság
- A határon túli magyarok története